# Mundaka
Pour le spot de surf, voir Mundaka (spot de surf).
Mundaka en basque ou Mundaca en espagnol est une commune de Biscaye dans la communauté autonome du Pays basque en Espagne.
Le nom officiel de la ville est Mundaka.
Mundaka est également connu pour abriter un spot de surf renommé. Elle est située à 36 km de Bilbao.

## Toponymie
Il est une légende connue qui attribue le nom de Mundaca à l'expression latine munda aqua (eau propre). Cette légende apparaît dans la Crónica de Biscaye écrite par Lope García de Salazar au XVe siècle. Selon cette histoire il est arrivé à la côte de Mundaka un navire en provenance d'Écosse qui portait une princesse qui avait été exilée de sa terre. Les Écossais ont appelé dans leur langue latine (sic) au lieu Munda aqua puisqu'ils ont trouvé une source d'eau très propre qui contrastait avec les eaux troubles de la ria d'Urdaibai. Cette princesse aurait eu un fils que l'on nommera plus tard Jaun Zuria et deviendra, selon cette légende, le premier Seigneur de Biscaye. Par cette légende il serait en outre expliqué pourquoi Mundaka occupait le premier plan parmi les elizates de Biscaye.
En marge d'explications légendaires, l'étymologie de Mundaka est incertaine. La première mention écrite de Mundaka date de 1070 et sous la forme de Mondaka.
Ego Mome Nunnuç placuit in animis meis mitto in SanctiJ ohannis de Orioli de Aragone uno monasterio in Bickaga (Vizcaga) in locum quae dicitur Mondaka (Mondacha).
D'autres mettent en rapport Mundaka avec un ensemble de toponymes basques à la terminaison en -aka, -eka, -ika, particulièrement abondants en Biscaye et qui pourraient être en rapport avec le suffixe celtico-latin -aka. Il est certain que cette origine du nom serait beaucoup plus ancienne et pourrait remonter à une époque où la Biscaye a pu être peuplée par une population celte.[réf. souhaitée]
Le toponyme a été écrit traditionnellement comme Mundaca, mais on l'écrit actuellement Mundaka, qui est une adaptation aux règles modernes de l'orthographe basque. Mundaca est considéré généralement comme le nom formel en castillan et Mundaka en basque. Depuis 1982 le nom officiel de la commune est Mundaka. La nouvelle dénomination a été publiée dans le BOE en 1989.
Le gentilé est mundakarra en basque et mundaqués/a en castillan.

## Géographie
Mundaka est limitée à l'ouest par la ville de Bermeo, au sud par Sukarrieta, et à l'est et au nord avec la mer Cantabrique. Face à ses côtes est située l'île d'Izaro (Bermeo) et a son étendue de sable de Laida. Le territoire municipal se concentre autour du port, aux pieds de la hauteur Betrocol et de la montagne Katillotxu (337 m).
Sur la plage de Laidatxu se jette le ruisseau Errekatxu.
Sa localisation côtière lui permet de jouir d'un climat lisse tant en été qu'en hiver, les gelées étant rares.

### Accès
- Par route : Depuis Bilbao : N-631 ; depuis Amorebieta : N-635
- Ligne de chemin de fer Bilbao-Bermeo
- Autobus de ligne Bilbao-Bermeo
- Port de Mundaka
- En époque estivale, un ferry relie la localité avec la plage de Laida

### Quartiers
Les quartiers de Mundaka sont Portuondo-Basaran, Arketa-Aranburu et Mendekao qui est un ancien quartier historique.

## Population
La zone a été peuplée depuis le Paléolithique inférieur, comme témoignent les grottes de Santimamiñe dans l'autre rive la ria et les restes trouvés à Portuondo.
On spécule avec l'arrivée dans la zone de vikings, qui selon quelques auteurs justifierait la présence de types blonds aux yeux bleus dans la côte biscaïenne, contrairement au type basque de l'intérieur. Anton Erkoreka affirme leur présence au IXe siècle en se basant sur des chroniques arabes, histoires médiévales et autres données anthropologiques, tandis que Jon Juaristi croit qu'en réalité des Saxons se sont exilés détrônés par les vikings.
Avant l'arrivée les Romains, attirés par le marbre d'Ereño et dont la présence est attestée par une voie de la chaussée romaine de Balmaseda qui arrivait jusqu'à Bermeo.
Depuis le premier recensement connu jusqu'à la première décennie du XXe siècle, la population a crû jusqu'à atteindre les 2 284 habitants en 1910, avec différents hauts et bas étant donné les divers avatars de l'époque. Dans la décennie 50, la population avait diminué jusqu'aux 1 500 habitants, se stabilisant, les recensements successifs autour de 1 650 habitants. À partir de 1990 la localité montre une légère tendance positive.

## Gouvernement
Le pouvoir municipal qui a subsisté au sein du Fuero a été exercé par les habitants, les seuls qui pouvaient approuver les décrets, utilisations et coutumes par lesquelles ils devaient être régis, en raison de sa nature d'elizate, et sans avoir besoin de soumettre aux termes de concession de la Lettre de peuplement, comme il arrivait aux villes. Ainsi, toutes les mundakais, y compris la veuve chef de famille avaient un vote, se réunissaient en assemblée générale ou cruz parada pour conclure ses accords, en présidant le Fiel Regidor. Parmi les facultés du Fiel, était la représentation de l'elizate dans les Juntas Generales de Biscaye, jusqu'à ce qu'à l'abolition de la juridiction en 1876, celles-ci aient cessé de se réunir. À partir d'alors la charge a été connue comme Alcalde (maire). Depuis la transition, la mairie est régie par le Partido Nacionalista Vasco, avec majorité absolue.

## Organismes supra nationaux
- Consorcio de Aguas de Busturialdea (Consortium des eaux)
- Mancomunidad de Servicios Sociales de Busturialdea (Mancomunidad des services sociaux)
- Matadero Comarcal (Abattoirs comarcals)
- Comité de Agricultura de Montaña Guernica-Bermeo-Urremendi (Comité d'agriculture de montagne)
- Patronato de la Reserva de la Biosfera de Urdaibai (Gérant de la réserve de la Biosphère de Urdibai)
- Asociación de Municipios Vascos - EUDEL (Association des municipalités basques)
- Centro de Desarrollo Empresarial e Industrial de Busturialdea (Centre de développement d'entreprises et industriel)
- Centro de iniciación Profesional Guernica-Bermeo (Centre de formation professionnelle)
- Junta Local de Caridad (Association locale de charité)

## Économie
- Chômage : En 1999 il y avait 58 personnes inscrites dans l'INEM, ce qui supposait une diminution de 34 % par rapport à l'année précédente.
- Secteur primaire : La ville s'est fondamentalement consacré à la pêche et le commerce maritime depuis l'antiquité, ayant été siège d'une importante confrérie de pêcheurs. Actuellement, l'activité de pêche a diminué notamment, par manque de pêcheurs.
- Secteur secondaire : La tradition industrielle de la localité est inexistante, à l'exception d'un chantier naval, dont les terrains ont été destinés à la construction de logements à la fin du XXe. Durant l'année 2002 on a installé une industrie de conserves dans des terrains mundakais avec le port de Bermeo. Durant l'année 2003, on a inauguré le polygone Lamiaran, avec 30 732 m² de terrain industriel.
- Secteur tertiaire : C'est actuellement le moteur principal de l'économie mundakais, principalement en été, la population est quintuplée. Mundaka dispose de deux douzaines bars, 8 restaurants et 3 hôtels, ainsi que d'un camping de 1re catégorie avec bungalows. L'époque estivale est prolongée pendant l'automne avec l'arrivée des pratiquants du surf.

## Histoire
L’origine de Mundaka est mal connue. Les fables et les légendes lui tiennent lieu d'histoire. Elle serait parmi les plus vieilles villes de Biscaye.
On affirme que Mundaka occupait le premier siège du Conseil de Biscaye, ce qui est faux car il n’existait pas de sièges déterminés.
Elle subit un raid et une présence viking en [823] et [824].
À Mundaka se dresse le palais d’Altamira, où vécut au IXe siècle l’infante d’Escocia qui fut la mère de Jaun Zuria, "Monsieur Blanc", surnommé ainsi à cause de ses cheveux blonds. Il fut le premier seigneur de Biscaye, titre obtenu en raison de sa bravoure à la bataille d’Arrigorriaga.
Au Moyen Âge, le Jauntxo de Mundaka, Ruy Sanchez, érigea la tour de l’Atalaya, qui fut détruite au XVe siècle par le seigneur de Butron.

## Héraldique
- Blason : en campo d'or, chêne de sinople, et à son pied un loup de sablepasant. Bordure jaquée d'argent et gules.
- Drapeau : soie rouge avec des broderies en fil d'or.

## Sites et patrimoine

### Patrimoine civil
- Bibliothèque : ancien hôpital de pèlerins du chemin de Saint-Jacques, parcouru par ceux qui débarquaient à Bermeo.
- Société Fraternité Mundakais (casino).
- Palais de Larrinaga.
- Vieux quartier, avec le port.
- Mairie.

### Patrimoine religieux
- Ermitage de Santa Catalina : du XIXe siècle, située dans la péninsule qui porte son nom, et les murailles qui sont entourées, par des restes d'un fortin du XIXe siècle.
- Église de Sainte María : située dans la tour de guet, de dos à la mer. Sa construction, entamée en style roman au Xe siècle, donne lieu à un nouveau plan gothique au XVIe siècle, après sa destruction. Son intérieur est de valeur artistique indubitable. Une nef et de trois tronçons égaux, avec portail sûrement néoclassique, et tour néogothique du XIXe siècle.
- La croix de Kurtzio : du XVIIe siècle, située sur la place qui porte son nom.

### Espaces naturels
Située dans l'extrémité nord de la Réserve de la Biosphère d'Urdaibai, la localité dispose de deux miradors exceptionnels dans la haut de Portuondo et dans la tour de guet de la ville, depuis lesquels on peut apprécier les bancs de sable et l'embouchure de la ria de Mundaka, et est point de départ du sentier qui remonte la ria jusqu'à Gernika.

## Personnalités liées à la commune
- Jaun Zuria : selon la légende, premier seigneur de Biscaye.
- Rodrigo de Portuondo : marin
- Jose Manuel Etxeita : auteur basque et capitaine de bateau. Dernier maire espagnol de Manille
- Ramón Mendezona : communiste militant historique.
- Gregorio Blasco : gardien de football.
- Jaime Anesagasti y Llamas : IV évêque de Campeche (Mexique) en 1910. Est né en Mundaka le 23 mai 1863, fils de D. Miguel Antonio de Anesagasti y Llamas (natif de Mundaka) et Doña María Antonia Margarita Jesus Llamas Santoscoy (native de Guadalajara, Mexique). Il est mort à Campeche le 3 octobre 1910.
- Edorta Jiménez : auteur de littérature basque.
- Bernardo Maria Garro Basterrechea : « Otxolua », auteur et traducteur basque (euskaldun). Bidegileak [PDF]

## Photos de Mundaka

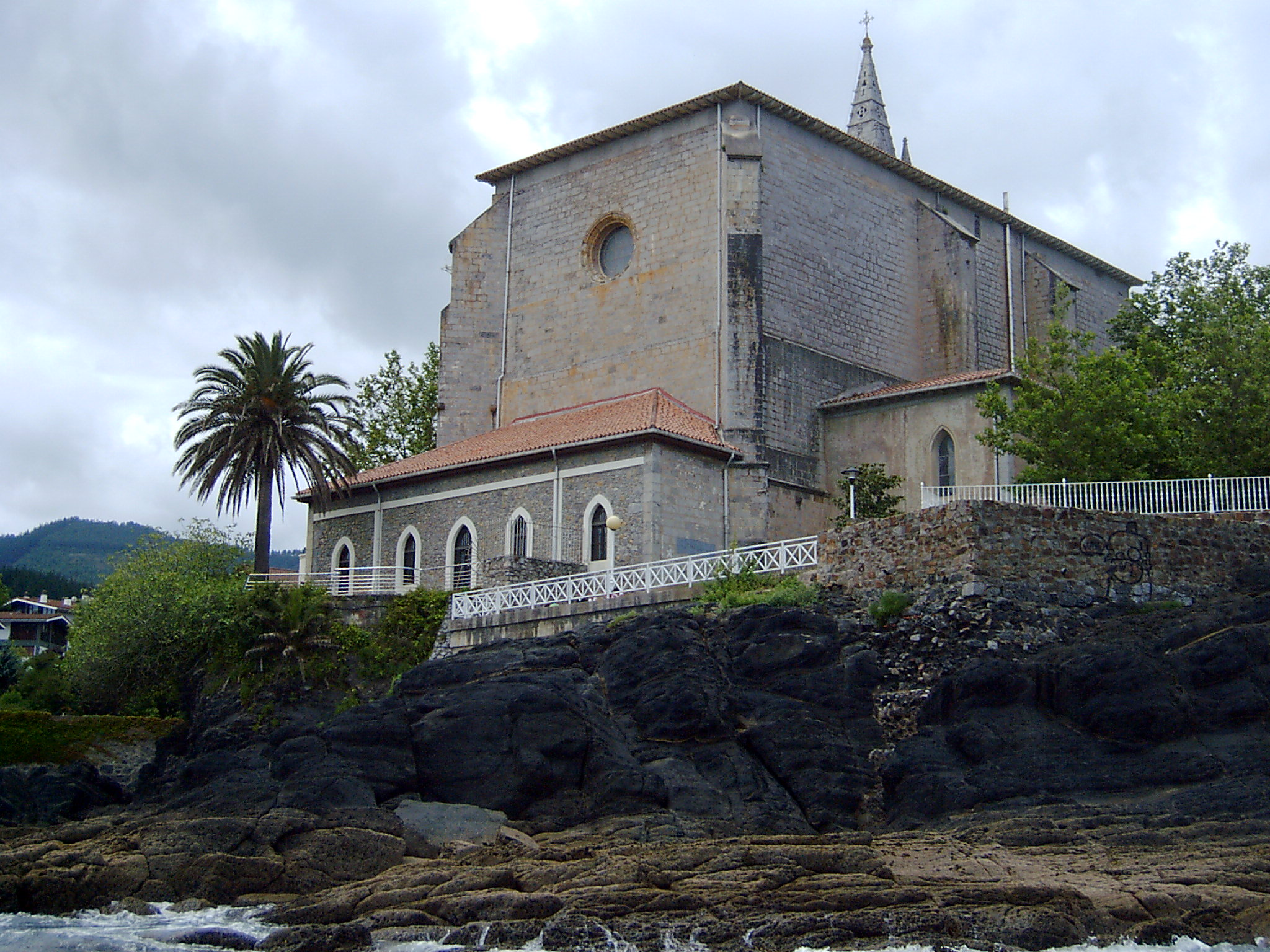
Église Sainte Marie
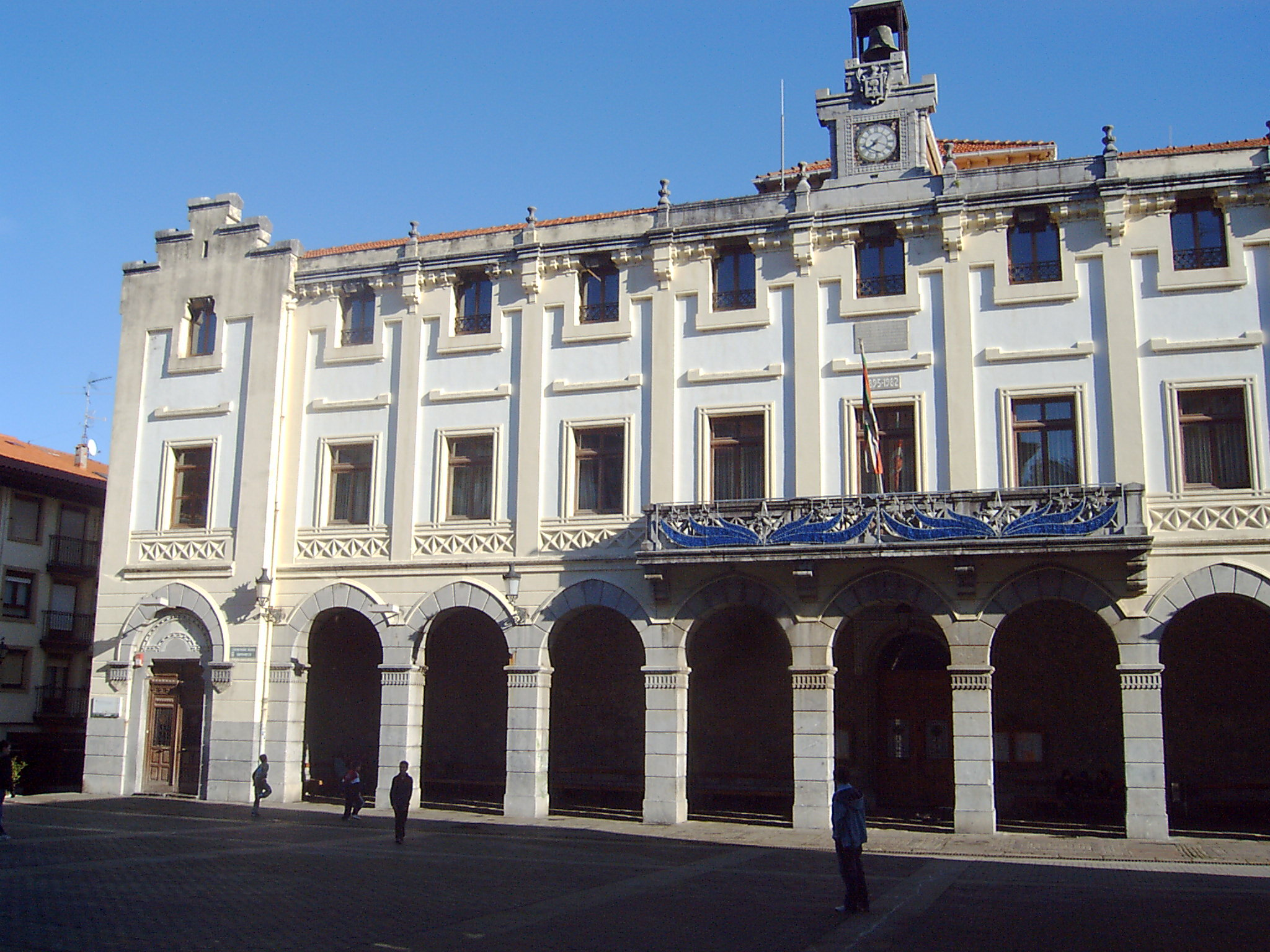
Mairie de Mundaka
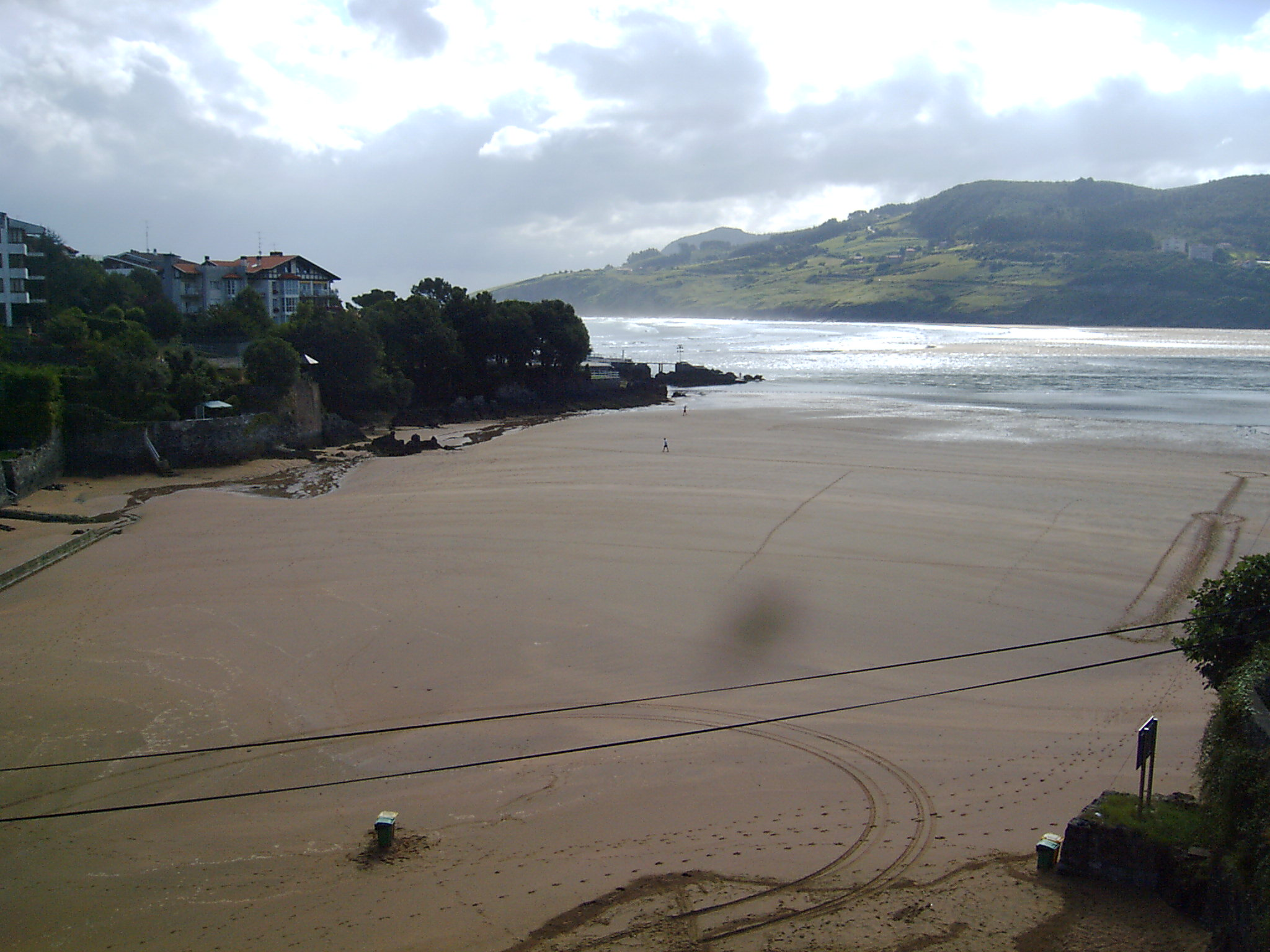
Mundaka et la pointe d'Ogoño
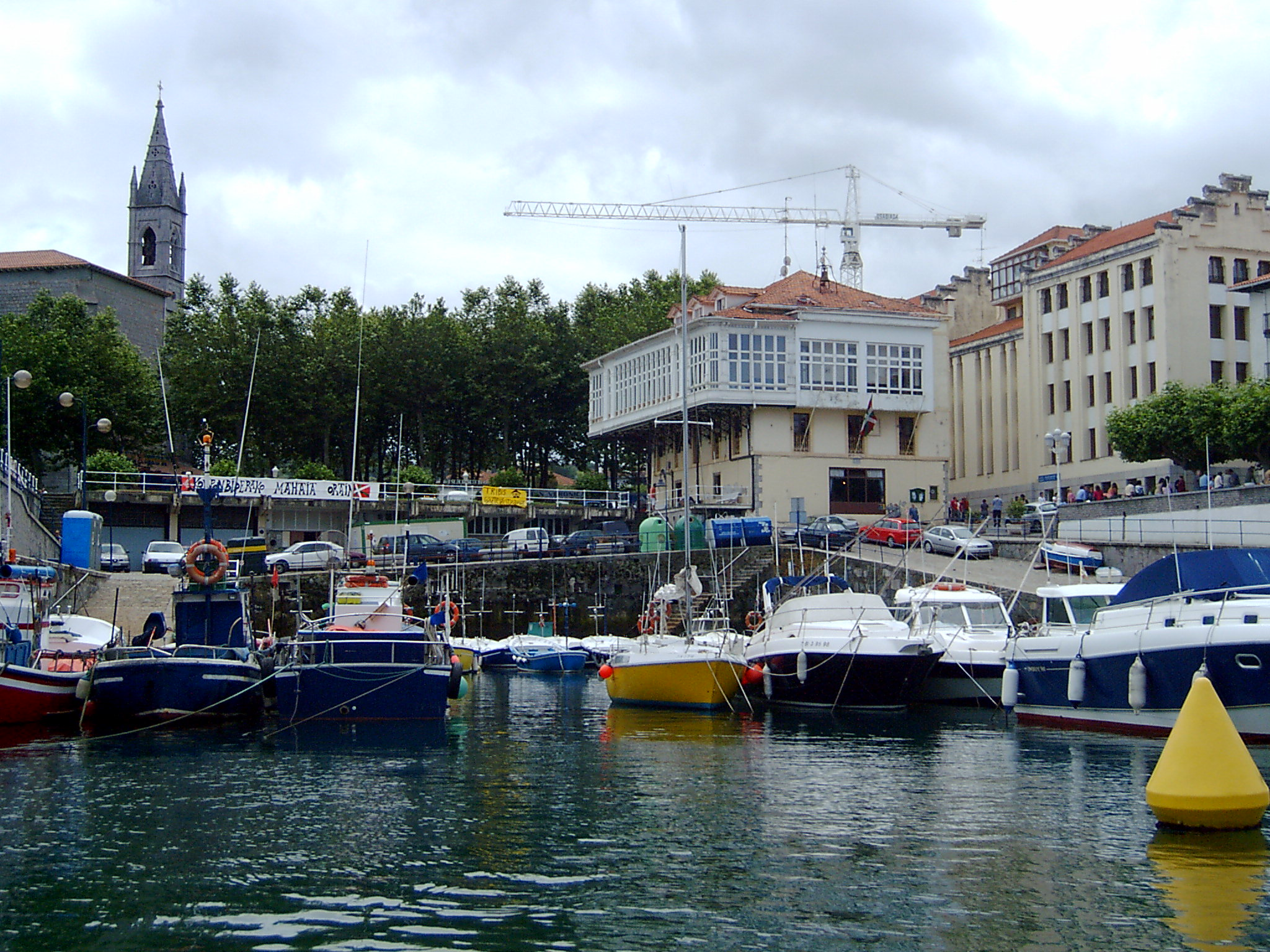
Port de Mundaka
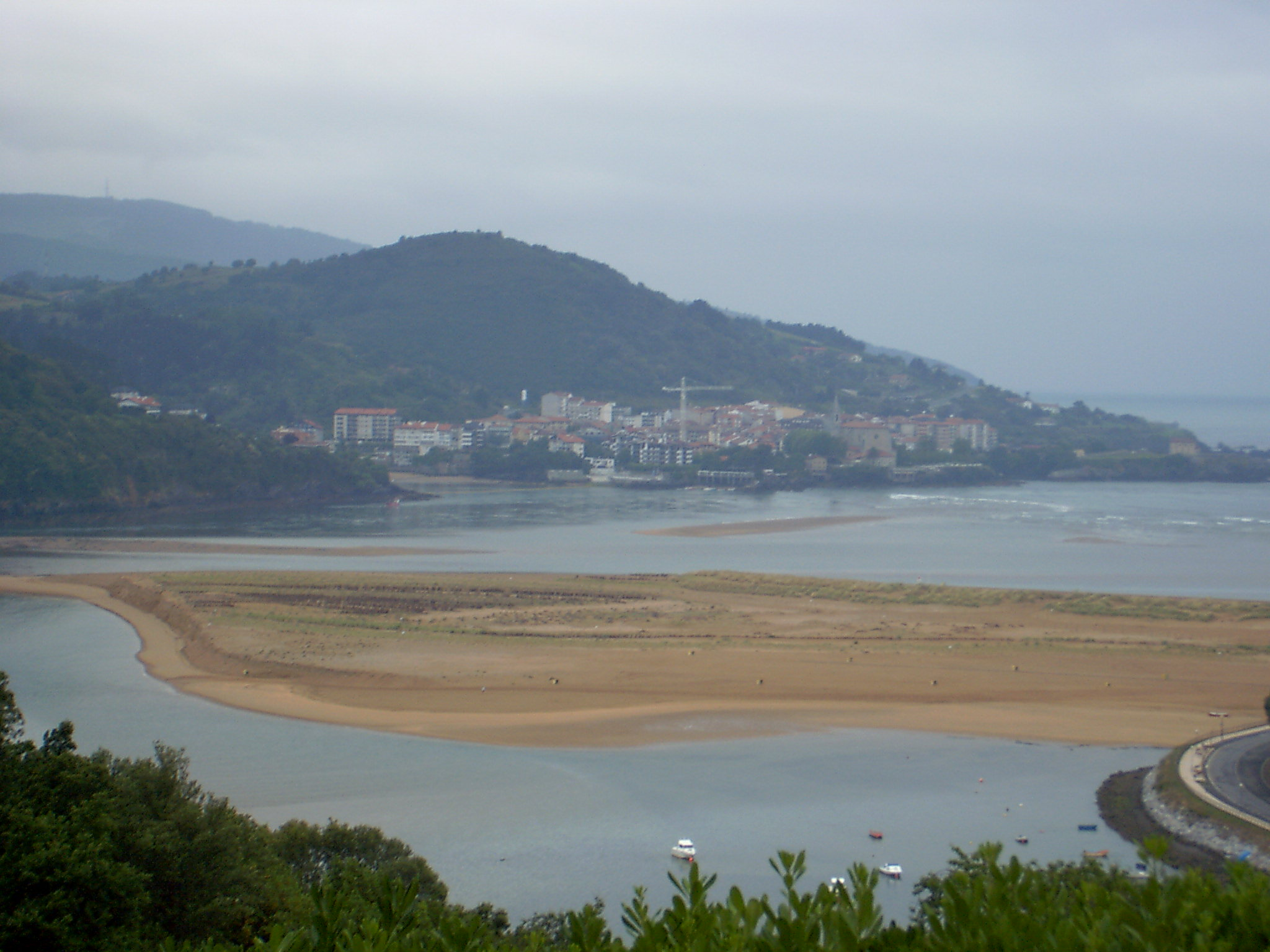
Mundaka vue depuis Ibarrangelu
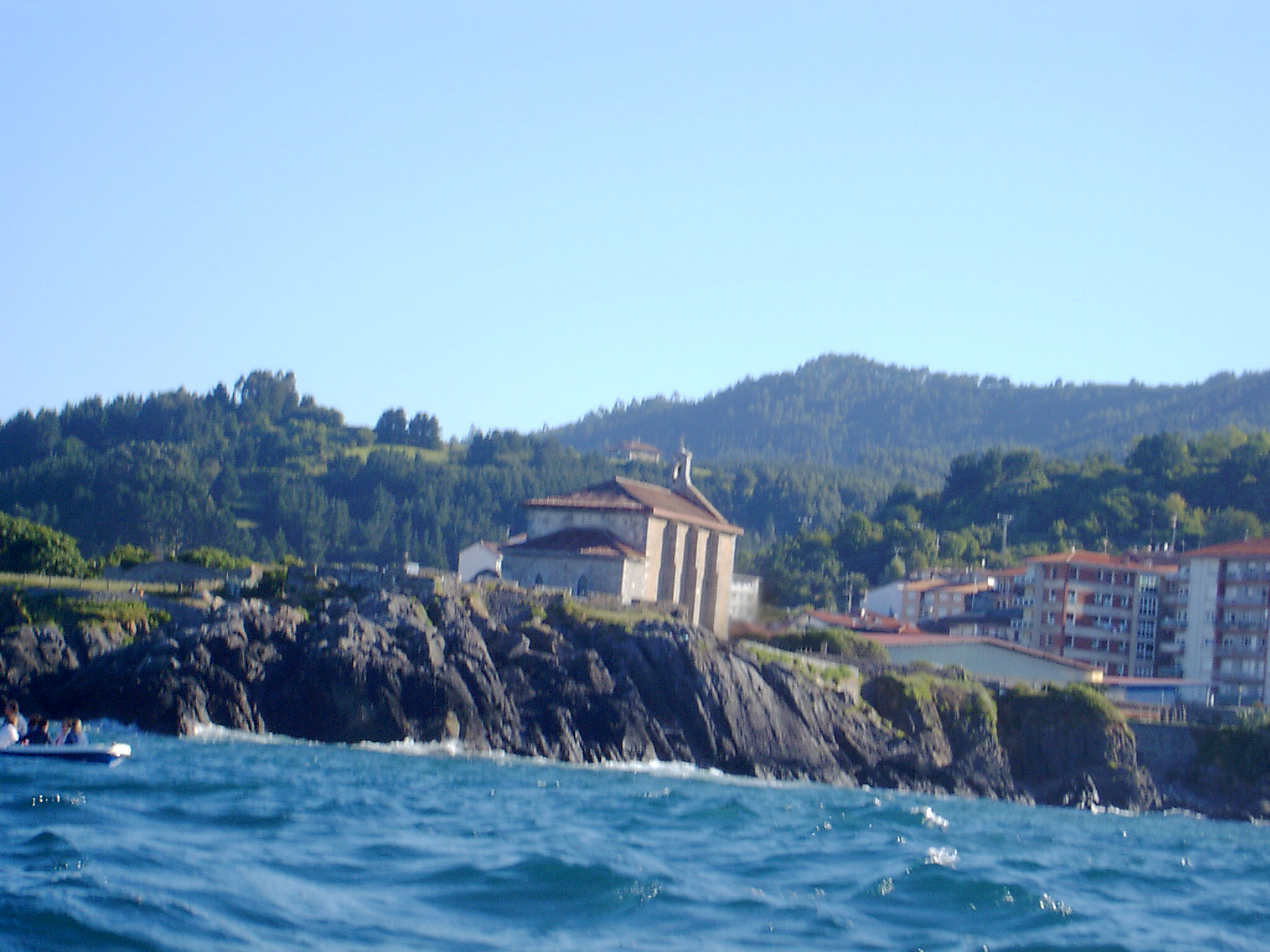
Église Santa Katalina
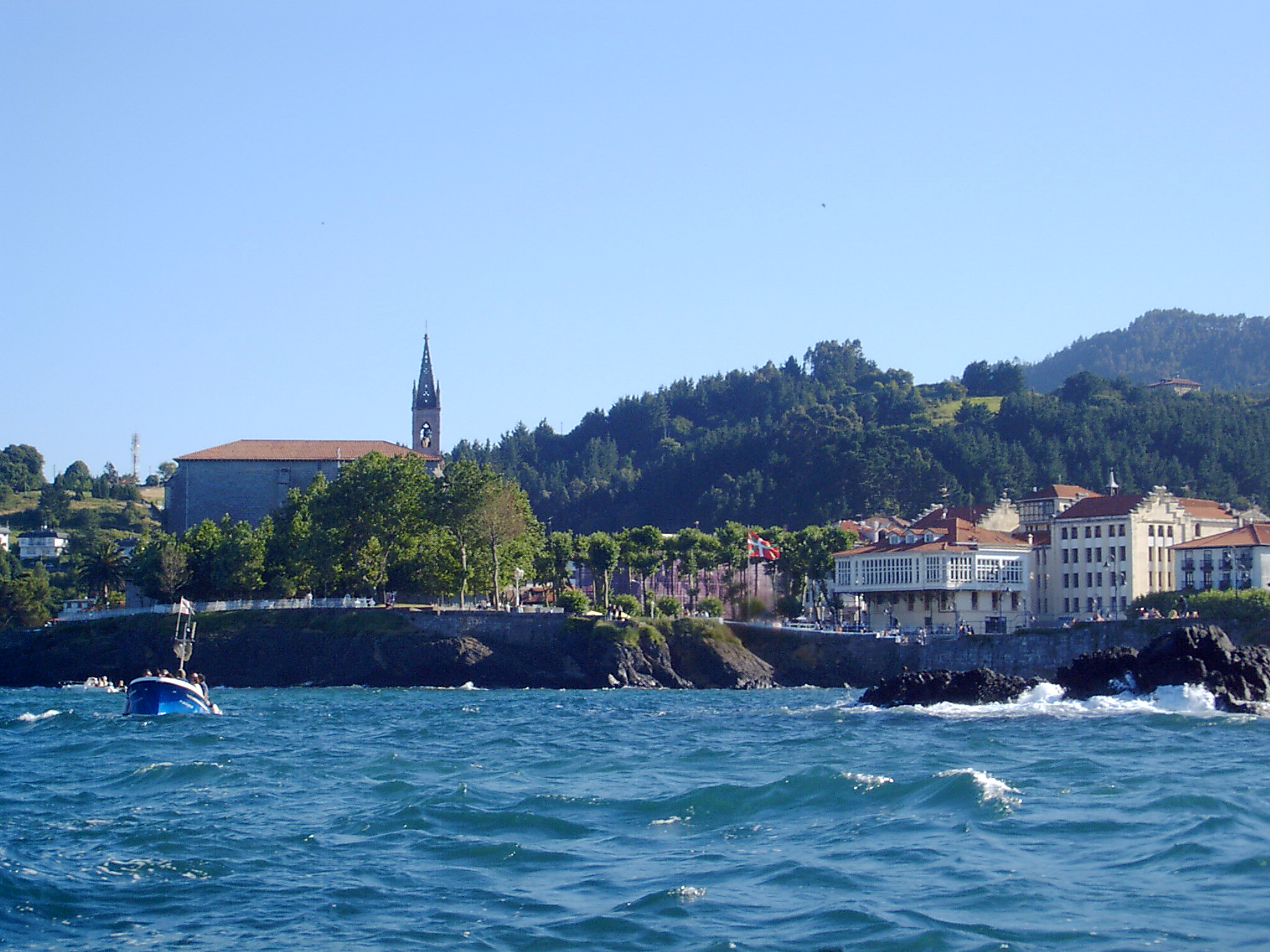
Mundaka vue depuis la mer
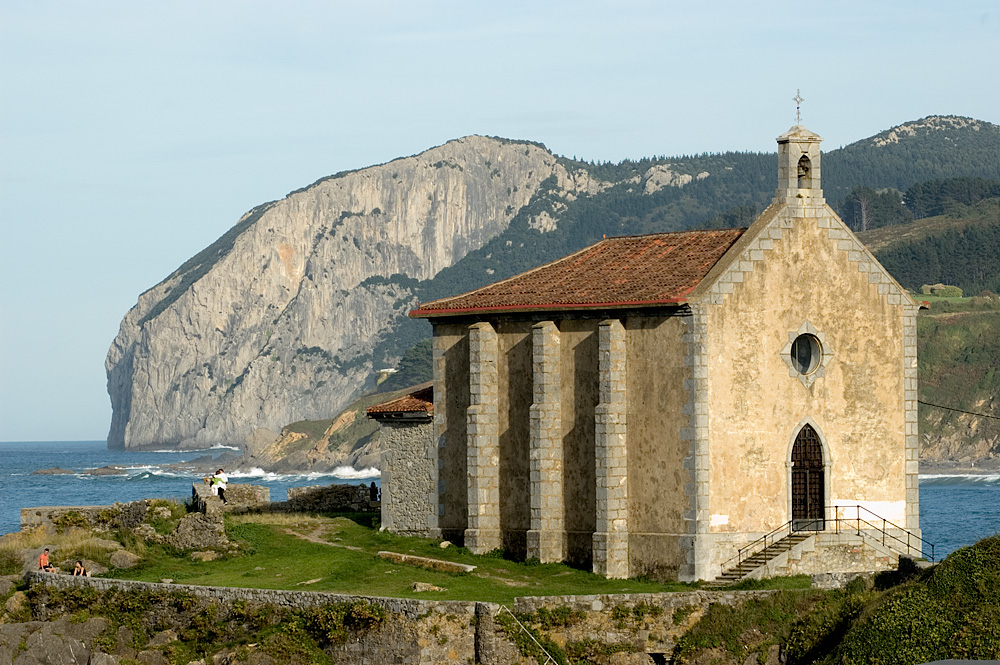
Plage de Laidatxu depuis Mundaka

### Sources et bibliographie
- (es)/(eu) Cet article est partiellement ou en totalité issu des articles intitulés en espagnol « Mundaca » (voir la liste des auteurs) et en basque « Mundaka » (voir la liste des auteurs).
- Ander Ruiz de Azua, Mundaka. Orígenes Históricos.